# Фредерих
Фредерих или Фредерик (Frederic, ... – Орлеан, 463) е сърегент на царството на вестготите заедно с Теодерих II, от 453 г. до смъртта си (463).
Той е син на крал Теодерих I и на Педока, дъщеря на Аларих I.
През 453 г. двамата с брат му Теодерих II убиват брат им крал Торизмунд и Теодерих II става крал на вестготите. Царството на вестготите (Толозанското царство) се е намирало в днешна Аквитания и е било в съюз със Западната Римска империя.
През 455 г. той побеждава групите на Багаудите в римската провинция Тараконска Испания, до Ебро, и Тарако минава под контрола на вестготите.
Умира през 463 г. в битка при Орлеан.